# Bilany (rejon czerniwecki)
Bilany (ukr. Біляни) – wieś na Ukrainie, w obwodzie winnickim, w rejonie mohylowskim, nad Łozową. W 2001 roku liczyła 1818 mieszkańców.